# Moher

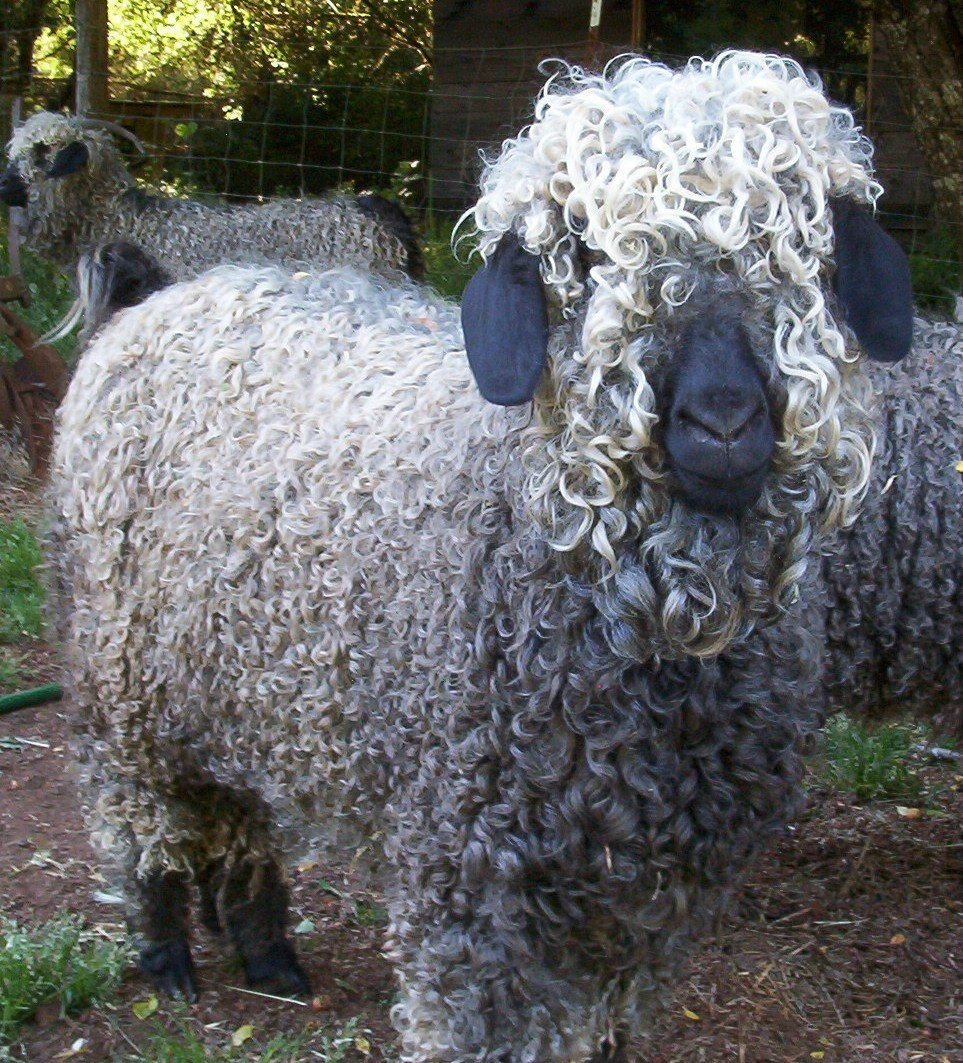
Kozioł kóz angorskich

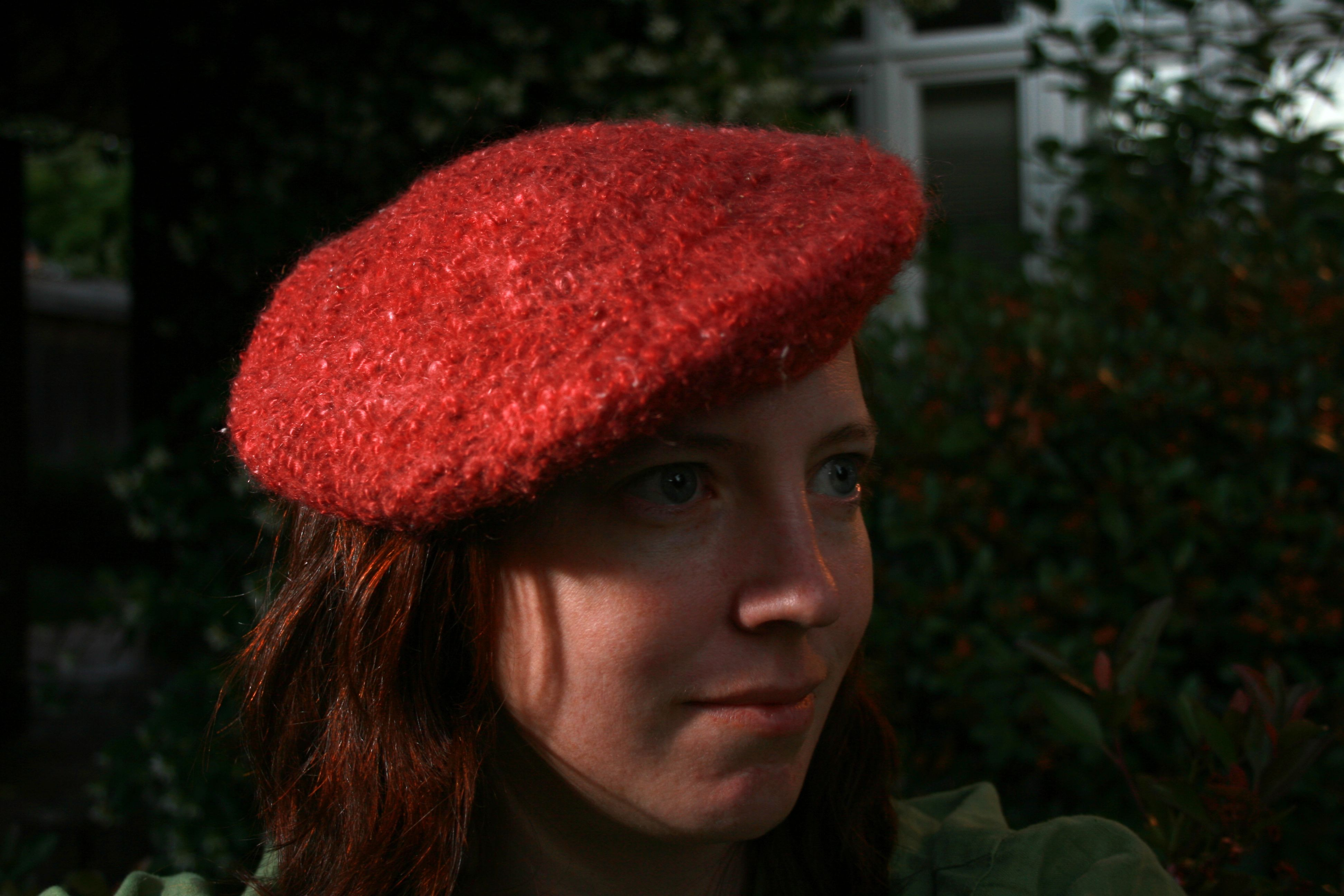
Moherowy beret

Moher (ang. mohair) – wełna z kóz angorskich. Pochodzenie nazwy jest sporne. Np. Władysław Kopaliński podaje etymologię z arabskiego muchajjar (‏مخيّر‎, dosł. doborowy, wyborny). The Collaborative International Dictionary of English sugeruje też pochodzenie z fr. moire – przypominający marmur.
Jako miejsce pochodzenia moheru podawany jest Tybet, ale znane są też wizerunki pochodzące z Babilonu, przedstawiające ludzi w ubraniach w sposób charakterystyczny zmechaconych, co wskazuje na to, że mogły być one wykonane z moheru.
Produkcja moheru znana była w Azji Mniejszej (dzisiejsza Ankara – stolica Turcji, w przeszłości zwana była Angorą). Do Europy pierwsze kozy angorskie dotarły w roku 1554. Nie udało się wtedy jednak rozwinąć ich hodowli. Z końcem XVIII wieku próbowano sprowadzić kozy angorskie do Szwecji, Wenecji, Niemiec oraz Anglii, jednak bez sukcesu.
W związku z trudnością ze zdobyciem surowca tkaniny moherowe były bardzo drogie. Jako przykład wskazujący na dużą ich wartość posłużyć może zapisek z Wiśnickiej księgi złoczyńców z XVII wieku, opisujący przypadki kradzieży moherowych sukni. W jednym z zapisków pojawia się cena 200 złotych, co przy porównaniu siły nabywczej pieniądza można by uznać za odpowiednik ok. 30 000 zł.
Dopiero w latach 30. XIX wieku udało się zaprowadzić hodowlę kóz angorskich w Afryce Południowej, która do dziś pozostała ważnym producentem moheru. Inni wielcy producenci to Turcja, Australia, Stany Zjednoczone (stan Teksas).
Moher charakteryzuje się długim włóknem, dużą lekkością i puszystością oraz połyskiem. Łatwo się farbuje na różne kolory. Wadą jego jest natomiast łatwe mechacenie się.
Moher służy obecnie do wyrobu swetrów, kamizelek, szalików oraz nakryć głowy. Moher używany jest także do wyrobu imitacji włosów u lalek i innych zabawek dla dzieci.